# Корла Август Фідлер
Корла Август Фідлер, псевдоніми — Петрович, Сербовський (в. -луж. Korla Awgust Fiedler; нар. 15 листопада 1835, село Недашюц, біля міста Геда, Німеччина — 16 травня 1917, Будішин, Німеччина) — лужицький педагог, музикант, перекладач, поет, редактор і громадський діяч.

## Біографія
Корла Август Фідлер народився 15 листопада 1835 в Верхньолужицькому селі Недашюц в околицях міста Геда. Після закінчення педагогічного училища в Будішині працював протягом двох років учителем в Каменці і Мільстріхе. З 1858 року викладав в Будішинському педагогічному училищі. У 1868 році був призначений в цьому училищі старшим викладачем. У цьому ж училищі викладав верхньолужицьку мову.
Співпрацював з лужицьким композитором Корлою Августом Коцором. У 1860 році видав поетично-пісенний збірник «Lumir» зі святковими піснями лужичан. Перекладав на верхньолужицьку мову німецькі пісні і вірші Йоганна Гете, Людвіга Уланда, Генріха Гейне і Августа Гайнріха Гофмана фон Фаллерслебена. У 1857 році вступив в лужицьку просвітницьку організацію «Матиця сербська». У 1861 році опублікував в літературному журналі «Łužičan» еротичну пісню. Цю пісню виконувала лужицька співачка Матильда Стангец, на якій в 1869 році одружився і прожив з нею до її смерті в 1871 році. Після смерті своєї дружини припинив займатися поетичною діяльністю.
З 1866 року по 1872 рік був редактором літературного журналу «Łužičan», на сторінках якого публікував свої пісенні та поетичні твори. Також публікував свої твори в газеті «Serbske Nowiny», журналах «Pomhaj Bóh» (був редактором цього журналу до 1901 року) і «Časopis Maćicy Serbskeje».
Протягом багатьох років був головою відділу з природознавства просвітницької організації «Матиця сербська». З 1873 року по 1917 рік завідував книгарнею «Матиці сербської».
Помер 16 травня 1917 року в Баутцені (Будішин).

## Твори
- «Kak Pětr lěkari», 1875;
- «Serbske spěwanske swjedźenje wot lěta 1845 hač do 1851», 1860;
- «Pućowanje po Delnich Łužicach», 1862;
- «Mysle a přirunanja», 1864;
- «Towaršny spěwnik za serbski lud», 1878;
- «Spěwna radosć», 1880.